# Wioska olimpijska i paraolimpijska w Whistler

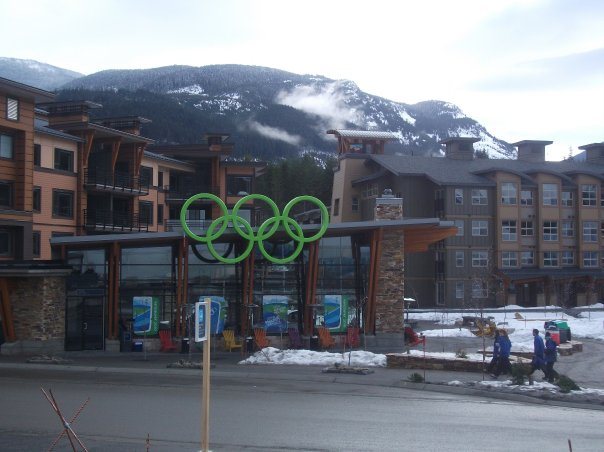
Wioska olimpijska i paraolimpijska w Whistler

Wioska olimpijska i paraolimpijska w Whistler – wioska zbudowana specjalnie na Zimowe Igrzyska Olimpijskie. Uważana jest też za miejsce odpoczynkowe dla kanadyjskich sportowców trenujących na obiektach olimpijskich przed igrzyskami. Wioska Whistler jest położona w Dolinie Cheakamus. Wioska będzie w stanie przyjąć 2,400 sportowców i delegacji. Sportowcy i delegaci mają zapewnione mieszkania na czas zawodów w Whistler Olympic Park, Whistler Creekside, Whistler Sliding Centre. Koszt budowy wioski jest szacowany na 32 miliony dolarów kanadyjskich.